# Nicolai Rygg

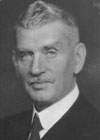
Nicolai Rygg

Nicolai Theodosius Nilssen Rygg, född 29 februari 1872 i Stavanger, död 27 september 1957 i Oslo, var en norsk statistiker, nationalekonom och centralbankschef.
Rygg avlade juridisk ämbetsexamen i Kristiania 1894 och studerade ekonomi i Göttingen och Genève 1896-97. Han anställdes 1898 i norska statistiska centralbyrån och blev 1910 professor i nationalekonomi vid Kristiania universitet. År 1913 efterträdde han Anders Nicolai Kiær som direktör för norska statistiska centralbyrån. 
Rygg deltog verksamt i åtskilliga socialpolitiska kommittéer och var ordförande i den departementala kommitté, som 1914 framlade förslag till lag om industriellt hemarbete. Han var en bland stiftarna av Norsk forening for socialt arbeide, vars förste ordförande han var 1909-15. Han blev 1920 chef för Norges Bank och ordförande i dess direktion, befattningar från vilka han avgick 1946. Han blev ledamot av Det Norske Videnskaps-Akademi 1914.